# Favonigobius reichei
Favonigobius reichei é uma espécie de peixe da família Gobiidae.
Pode ser encontrada nos seguintes países: Moçambique, África do Sul e Tanzânia.